# Crazy For You (谷村奈南の曲)
「Crazy For You」（クレイジー・フォー・ユー）は、日本の女性歌手、谷村奈南の5枚目のシングルである。DVD付き、通常盤 の2形態で、2009年2月18日にSONIC GROOVEから発売。

## 作品概要
- 自身出演のスズキ シボレーMW「立体駐車場」篇のCMソング。
- 一度レコーディングは終了したが、情熱とパワフルさが足りないと感じた本人の要請で再度レコーディングをやり直した。二度目のレコーディング時には「グランドキャニオンに裸足で立って『I love you!!』と叫んでいるところを想像して歌唱した」という[3]。
- 収録曲すべての作詞をshungo.が担当。
- PVが、Yahoo!動画のアクセス数で週間1位を記録。

## プロモーションビデオ
- リリースに先駆けて公開されたヴィジュアル・イメージ、PV共に、テーマは“女スパイ” 。ボディーラインにピッタリフィットし、胸元が大きく開いた真っ赤な悩殺的なボディースーツ（キャット・スーツ）姿を披露。JUNGLE DANCE以来となるビキニトップに、カウボーイハット、下はジーンズパンツ姿を披露。“あなたに夢中”という内容の歌詞からも想像できる世界を表現し、女子大生と女スパイの主人公が登場する。ビキニ姿もあり。ヴィジュアル・イメージが解禁になるや否や、メディアに「リアル・峰不二子」「リアル・キャッツアイ」などと形容された。

## CD・DVD収録曲
| CD  | CD                                 | CD | CD   |
| --- | ---------------------------------- | --- | ---- |
| 1   | Crazy For You                      | 作詞：shungo. / 作曲：Christian Ballard,Andy Murray,Ashley Robles,Jane Vaughn,Jodie Wilson / 編曲：koma2 kaz | 3:19 |
| 2   | Noisy                              | 作詞：shungo. / 作曲：Anders Bagge,Par Astrom,Karen Poole / 編曲：koma2 kaz                                  | 3:15 |
| 3   | No Music,No Goodies                | 作詞：shungo. / 作曲：Celetia Martin,Anders Bagge,Peter Sjostrom                                             | 2:47 |
| 4   | Crazy For You (Instrumental)       | | 3:15 |
| 5   | Noisy (Instrumental)               | | 3:15 |
| 6   | No Music,No Goodies (Instrumental) | | 2:44 |
| DVD |                                    | |      |
| 1   | Crazy For You (Music Clip)         | |      |
| 2   | Crazy For You (Special Making)     | |      |

## タイアップ
スズキ シボレーMW CMソング（本人出演）